# إيلي غال
إيلي غال (بالإنجليزية: Ellie Gall)‏ هي ممثلة أسترالية، ولدت في 5 مايو 1996 في Manly, New South Wales ‏ في أستراليا.

## وصلات خارجية
- إيلي غال على موقع IMDb (الإنجليزية)
- إيلي غال على موقع ميتاكريتيك (الإنجليزية)
- إيلي غال على موقع روتن توميتوز (الإنجليزية)
- إيلي غال على موقع ألو سيني (الفرنسية)
- إيلي غال على موقع أول موفي (الإنجليزية)
- إيلي غال على موقع قاعدة بيانات الفيلم (الإنجليزية)
- إيلي غال على موقع ليتربوكسد (الإنجليزية)
- إيلي غال على موقع كينوبويسك (الروسية)